# Abdij van Fontenay
De Abdij van Fontenay is een voormalige cisterciënzer abdij in de gemeente Marmagne in het departement Saône-et-Loire (regio: Bourgogne-Franche-Comté), De abdij wordt beschouwd als een goed voorbeeld van de 12e-eeuwse cisterciënzer bouwkunst, waar volledige afzondering mogelijk was door de architectuur en de ligging in een afgelegen en groene vallei. Deze abdij is vernoemd naar de fonteinen die haar tuinen versieren. In 1981 werd de abdij toegevoegd aan de lijst met werelderfgoed van UNESCO.

## Stichting
De Abdij van Fontenay is gesticht door de heilige, mysticus en abt Bernardus van Clairvaux in 1118. De abdij is gebouwd vanwege woningnood in de hermitage die de monniken aanvankelijk betrokken. Tot in de zestiende eeuw kende de abdij een grote bloei. Ze overleefde de Franse Revolutie vrij goed en kwam in 1820 in handen van de gebroeders Montgolfier. De abdij werd in het begin van de twintigste eeuw in haar oude glorie hersteld door bankier Édouard Aynard.

## Architectuur
Wat het meest opvalt is, na binnenkomst door het poortgebouw, de abdijkerk in romaanse stijl uit de tijd van de stichter zelf, gebouwd dankzij de giften van de bisschop van Norwich die hier schuilde voor zijn belagers, en ingewijd in 1147 door paus Eugenius III. De indrukwekkende soberheid, die Bernardus sterk benadrukte in zijn strikte observantie van de kloosterregel van Benedictus van Nursia, typeert de kerk. Zeker wanneer de zon op de witte muren weerkaatst, lijkt de kerk, ondanks de bescheiden afmetingen (66 meter lang en 30 meter breed), enorm groot en overdonderend. Het grondplan van de kerk volgt het vaste patroon van de cisterciënzer bouwkunst. Verder zijn er nog een slaapzaal (dormitorium) en een kloostergang bewaard gebleven.

## Abdij als rustplaats
De abdijkerk werd de laatste rustplaats voor de echtgenote van Odo IV van Bourgondië, Johanna en hun zoon Filips.Ook Johanna, ooit verloofd met Amadeus VI van Savoye en dochter van Filips werd in de abdijkerk begraven.

## Galerij

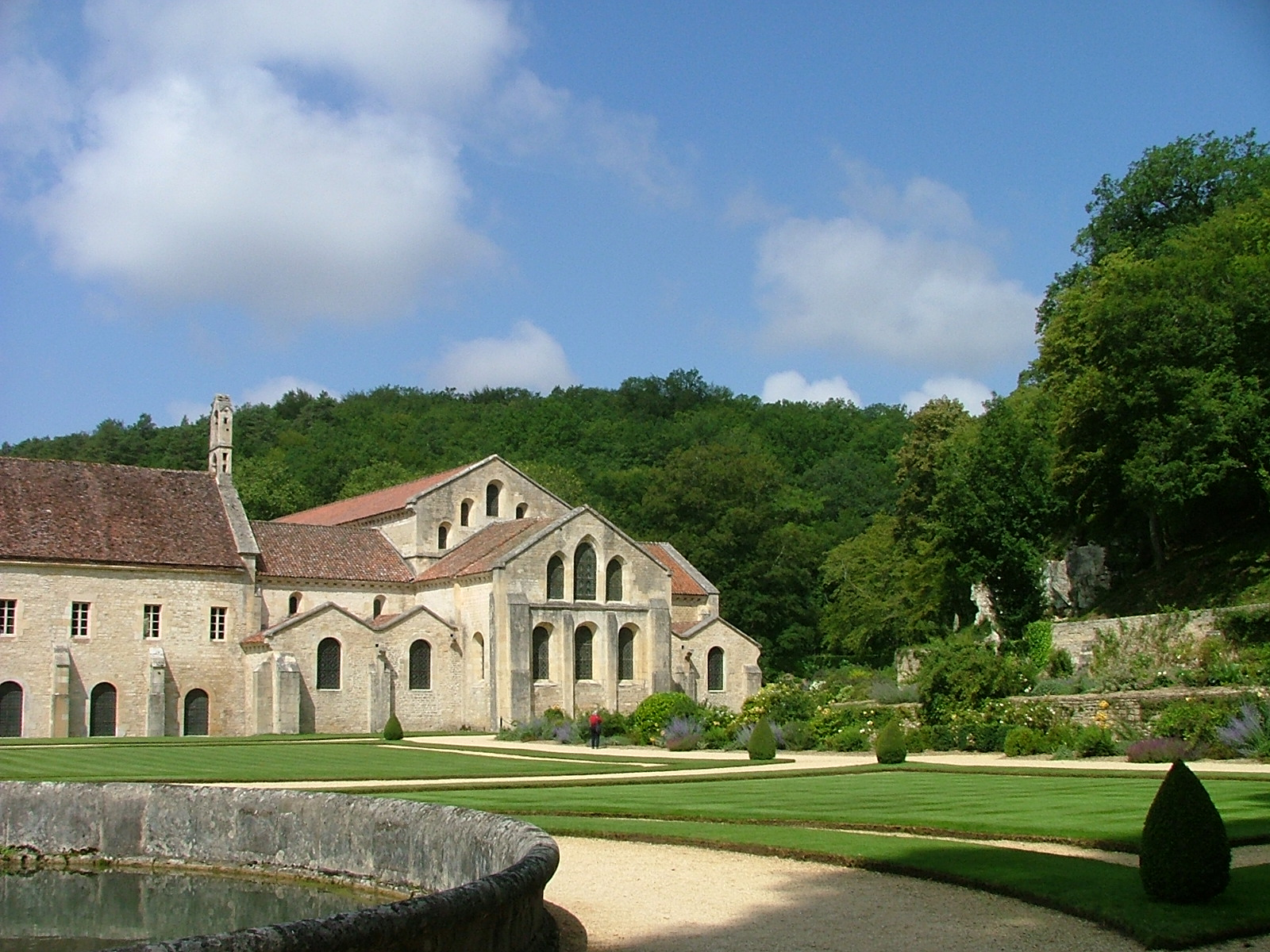
Buitenzijde
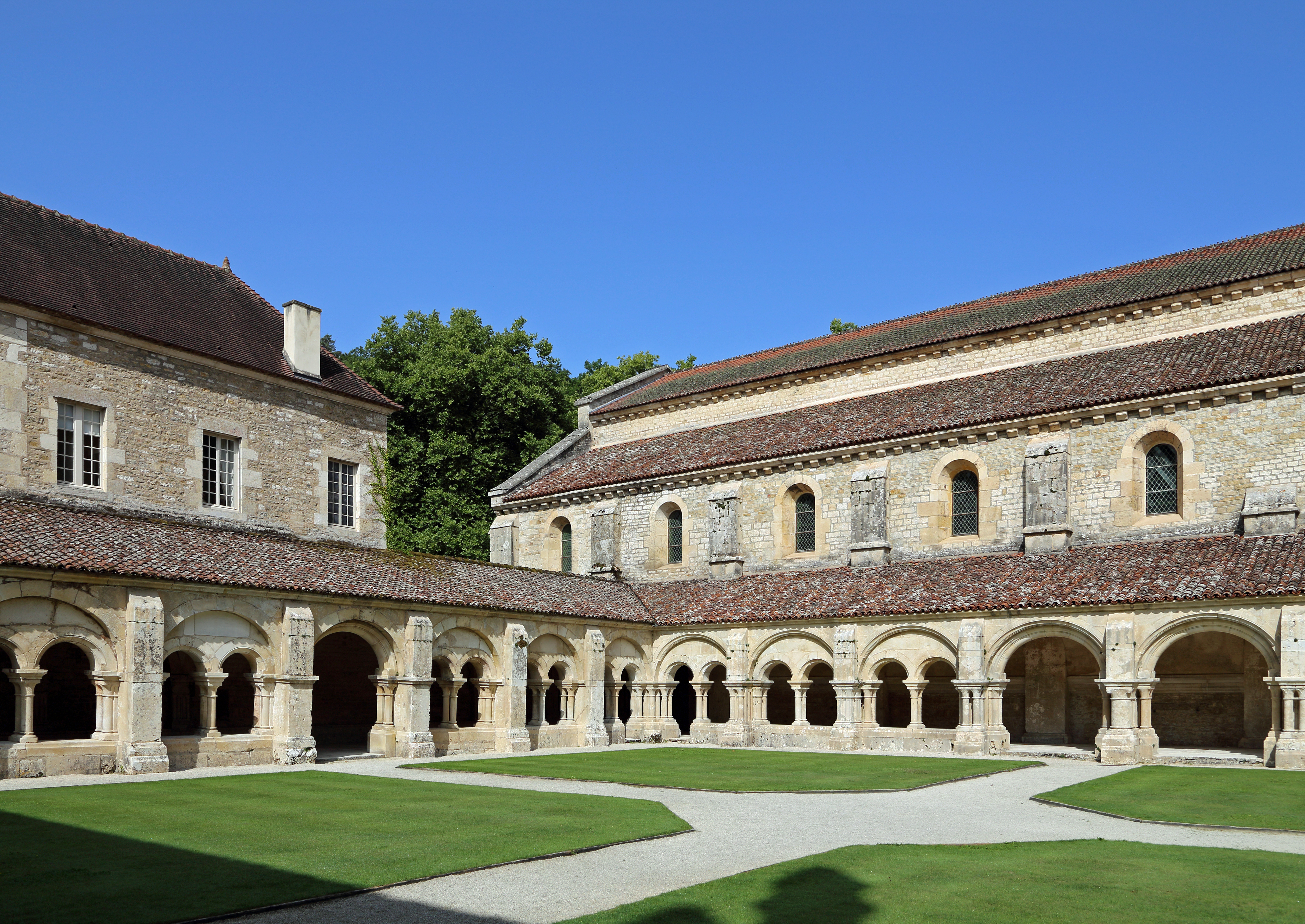
Pandhof
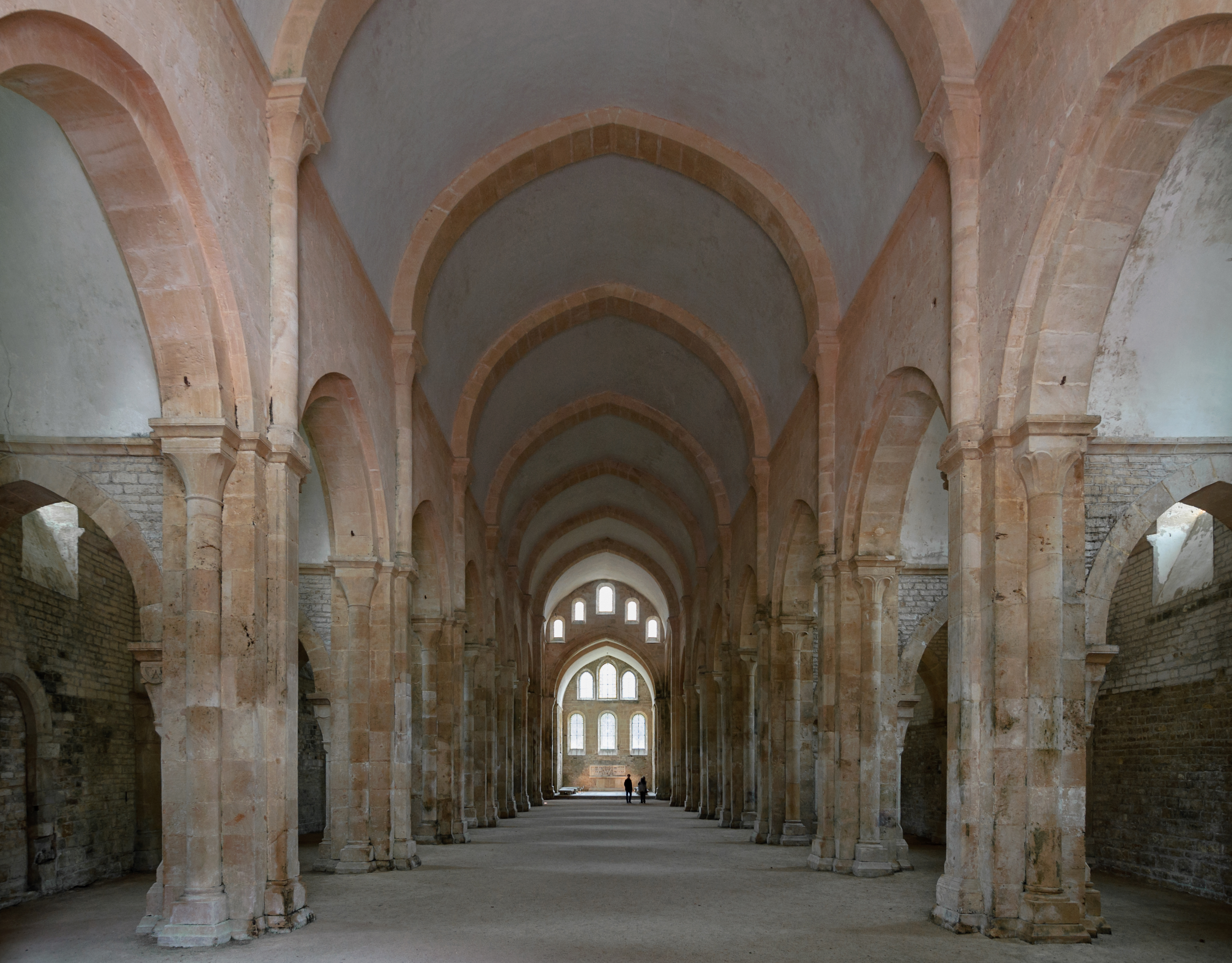
Interieur van de abdijkerk
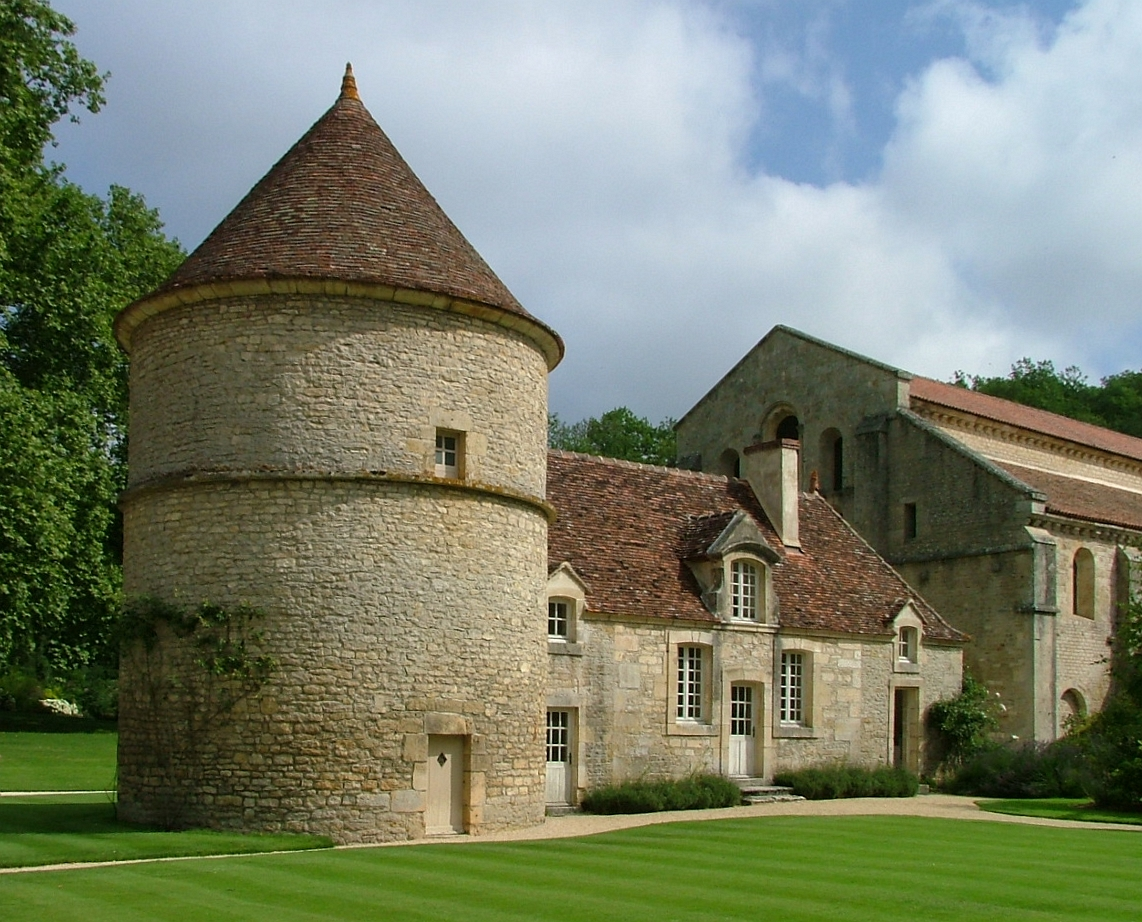
Duiventoren